# Korpusy armijne III Rzeszy
Korpusy armijne III Rzeszy (niem. Die Armeekorps) – zgrupowania niemieckiego wojska w czasie II wojny światowej, tworzone od 1934, m.in. z: dywizji Reichswehry, sztabów dywizyjnych, sztabów do zadań specjalnych, dowództw korpusów rezerwowych i innych korpusów, sztabów wojsk pogranicznych i innych. Ich skład nie był jednolity.

## Skład
Zwyczajowo Korpus Armijny (niemiecki) składał się z 2 do 7 dywizji piechoty oraz jednostek korpuśnych: dowództw artylerii, batalionów łączności, oddziałów zaopatrzenia, urzędów poczty polowej, oddziałów kartograficznych czy też batalionów żandarmerii. Często jednak dochodziło do podporządkowywania korpusom oddziałów pancernych, spadochroniarzy, strzelców górskich, dywizji SS, a także mniejszych jednostek, np. batalionów budowlanych, pociągów pancernych, kolumn mostowych, oddziałów artylerii, pionierów, itp. Ogólnie utworzono ponad 80 korpusów armijnych. Najwyższy (101) numer nosił CI Korpus Armijny (niemiecki).

## Lista niemieckich korpusów armijnych, sformowanych w latach 1934–1945
- I Korpus Armijny
- II Korpus Armijny
- III Korpus Armijny
- IV Korpus Armijny
- V Korpus Armijny
- VI Korpus Armijny
- VII Korpus Armijny
- VIII Korpus Armijny
- IX Korpus Armijny
- X Korpus Armijny
- XI Korpus Armijny
- XII Korpus Armijny
- XIII Korpus Armijny
- XIV Korpus Armijny
- XV Korpus Armijny (patrz też: XV Górski Korpus Armijny)
- XVI Korpus Armijny
- XVII Korpus Armijny
- XVIII Korpus Armijny (górski)
- XIX Korpus Armijny (patrz też: XIX Górski Korpus Armijny)
- XX Korpus Armijny
- XXI Korpus Armijny (patrz też: XXI Górski Korpus Armijny)
- XXII Korpus Armijny (patrz też: XXII Górski Korpus Armijny)
- XXIII Korpus Armijny
- XXIV Korpus Armijny
- XXV Korpus Armijny
- XXVI Korpus Armijny
- XXVII Korpus Armijny
- XXVIII Korpus Armijny
- XXIX Korpus Armijny
- XXX Korpus Armijny
- XXXI Dowództwo Korpusu (patrz też: LXXX Korpus Armijny[1])
- XXXII Dowództwo Korpusu (patrz też: LXXXI Korpus Armijny[1])
- XXXII Korpus Armijny
- XXXIII Korpus Armijny
- XXXIV Korpus Armijny
- XXXV Korpus Armijny
- XXXVI Korpus Górski
- XXXVII Dowództwo Korpusu (patrz też: LXXXII Korpus Armijny[2])
- XXXVIII Korpus Armijny
- XXXIX Korpus Pancerny
- XXXX Korpus Pancerny
- XXXXI Korpus Pancerny
- XXXXII Korpus Armijny
- XXXXIII Korpus Armijny
- XXXXIV Korpus Armijny
- XXXXV Dowództwo Korpusu (patrz też: LXXXIII Korpus Armijny[3])
- XXXXVI Korpus Armijny (uwaga: przemianowany na XXXXVI Korpus Pancerny[3])
- XXXXVII Korpus Armijny (patrz: XXXXVII Korpus Pancerny[4])
- XXXXVIII Korpus Armijny (III Rzesza)
- XXXXIX Korpus Górski
- L Korpus Armijny
- LI Korpus Armijny (patrz też jego następca: LI Górski Korpus Armijny (III Rzesza))
- LII Korpus Armijny
- LIII Korpus Armijny
- LIV Korpus Armijny
- LV Korpus Armijny
- LVI Korpus Pancerny
- LVII Korpus Armijny, sformowany jako LVII Korpus Zmotoryzowany, przemianowany na LVII Korpus Pancerny[5])
- LVIII Korpus, sformowany jako LVIII Rezerwowy Korpus Pancerny, przemianowany na LVIII Korpus Pancerny[6])
- LIX Korpus Armijny
- LX Dowództwo Korpusu (patrz:LXXXIV Korpus Armijny[7])
- LXII Korpus Armijny (III Rzesza)
- LXIII Korpus Armijny (III Rzesza)
- LXIV Korpus Armijny (III Rzesza)
- LXV Korpus Armijny (III Rzesza)
- LXVI Korpus Armijny (III Rzesza)
- LXVII Korpus Armijny (III Rzesza)
- LXVIII Korpus Armijny (III Rzesza)
- LXIX Korpus Armijny (III Rzesza)
- LXX Korpus Armijny (III Rzesza)
- LXXI Korpus Armijny (III Rzesza)
- LXXII Korpus Armijny (III Rzesza)
- LXXIII Korpus Armijny (III Rzesza)
- LXXIV Korpus Armijny (III Rzesza)
- LXXV Korpus Armijny (III Rzesza)
- LXXVI Korpus Armijny (III Rzesza)
- LXXVIII Korpus Armijny (III Rzesza)
- LXXX Korpus Armijny (III Rzesza)
- LXXXI Korpus Armijny (III Rzesza)
- LXXXII Korpus Armijny (III Rzesza)
- LXXXIII Korpus Armijny (III Rzesza)
- LXXXIV Korpus Armijny (III Rzesza)
- LXXXV Korpus Armijny (III Rzesza)
- LXXXVI Korpus Armijny (III Rzesza)
- LXXXVII Korpus Armijny (III Rzesza)
- LXXXVIII Korpus Armijny (III Rzesza)
- LXXXIX Korpus Armijny (III Rzesza)
- LXXXX Korpus Armijny (III Rzesza)
- LXXXXI Korpus Armijny (III Rzesza)
- LXXXXVII Korpus Armijny (III Rzesza)
- CI Korpus Armijny (III Rzesza)

Ponadto istniały jeszcze:
- Korpus EMS[8]
- Korpus Górski "Norwegen" (patrz też: XIX Korpus Armijny (III Rzesza)[8])
- LXI Korpus Rezerwowy (III Rzesza)
- LXII Korpus Rezerwowy (III Rzesza)
- LXIV Korpus Rezerwowy (III Rzesza)
- LXVI Korpus Rezerwowy (III Rzesza)
- LXVII Korpus Rezerwowy (III Rzesza)
- LXIX Korpus Rezerwowy (III Rzesza)